# Bechertal
Das Bechertal ist ein vom Landratsamt Rottweil am 11. November 1993 durch Verordnung ausgewiesenes Landschaftsschutzgebiet auf dem Gebiet der Stadt Dornhan.

## Lage
Das Landschaftsschutzgebiet Bechertal liegt zwischen den Ortschaften Fürnsal und Gundelshausen. Es wird vom Bechertalbach und vom Schlauchenbach durchflossen. Das Gebiet liegt im Naturraum Glatt-Dorngäu in der Haupteinheit der Oberen Gäue.
Geologisch liegt das Gebiet am Übergang vom Unteren Muschelkalk zum Buntsandstein mit der Rötton- und der Plattensandstein-Formation, der Talgrund ist mit holozänen Abschwemmmassen verfüllt.

## Landschaftscharakter
Das Bechertal ist ein kleines Wiesental, das beidseitig von Fichtenforsten eingerahmt wird. Entlang der Bäche hat sich ein Komplex verschiedenster Feuchtbiotope ausgebildet.

## Zusammenhängende Schutzgebiete
Ein Teil des Landschaftsschutzgebiets gehört zum FFH-Gebiet Wiesen und Heiden an Glatt und Mühlbach. In unmittelbarer Nähe liegt das Landschaftsschutzgebiet Hachtel und Türnental. Das Gebiet liegt im Naturpark Schwarzwald Mitte/Nord.